# Авксентій Віфінський
Авксентій Віфінський (400 — 473) — ранньохристиянський сирійський монах та аскет. Провадив життя аскета на горі Оксія, неподалік Халкідону в Малій Азії. Визнаний святим.
Преподобний Авксентій, за походженням сирієць, служив при дворі імператора Феодосія Молодшого (418—450). Святий Авксентій прийняв сан пресвітера, а потім і чернече постриження. Після цього, віддалившись у Вітанію, він знайшов відокремлене місце на горі Оксія, недалеко від Константинополя.
В 451 році святий Авксентій був покликаний на Четвертий Вселенський Собор в Халкидоні, де і прославився як викривач Евтихієвої і Несторієвої єресей. Великий знавець Святого Письма, святий Авксентій легко осоромлював тих, що вступали з ним у суперечку. Після закінчення Собору святий Авксентій знову повернувся у свою відокремлену келію на горі.
Преподобний Авксентій помер біля 470 року, залишивши після себе учнів і організувавши багато монастирів.